# Osmia sequoiae
Osmia sequoiae är en biart som beskrevs av Michener 1936. Osmia sequoiae ingår i släktet murarbin, och familjen buksamlarbin. Inga underarter finns listade i Catalogue of Life.